# Roebourne

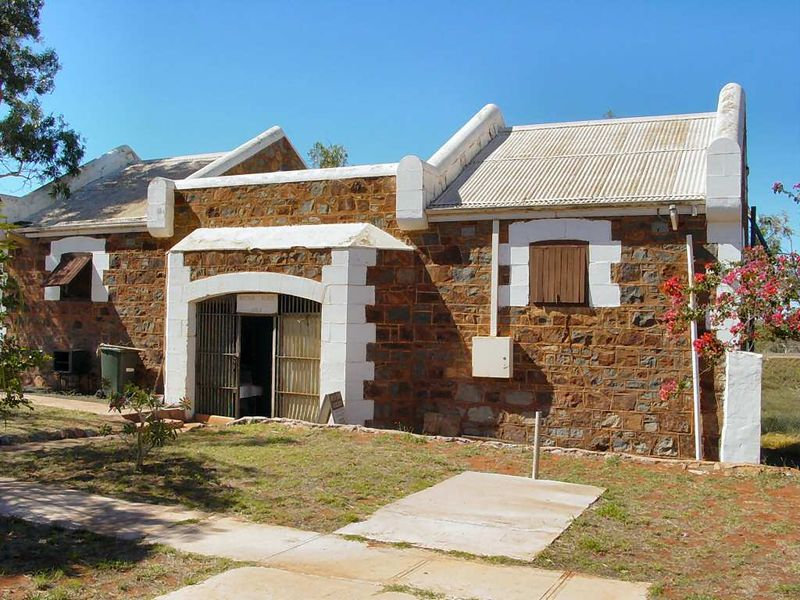
Turistcentret i Roebourne.

Roebourne är en liten stad i regionen Pilbara i Western Australia. Staden hade en blomstringstid under det sena 1800-talets guldrusch, och var under en tid den största staden mellan Darwin och Perth, samt administrativt centrum.
Efter ett par goda decennier började en lång tillbakagång, och idag har befolkningen minskat till omkring 950. Befolkningssammansättningen har också ändrats över tid. Med nedgången försvann en stor del av den europeiska befolkningen. In flyttade istället aboriginer som fram till 1960-talet varit hänvisade till reservat utanför staden.